# مصعب البطاط
مصعب البطاط (مواليد 12 نوفمبر 1993) لاعب كرة قدم فلسطيني. يجيد اللعب في مركز الدفاع مع منتخب فلسطين الوطني و نادي شباب الظاهرية في دوري الضفة الغربية الفلسطيني.

## روابط خارجية
- مصعب البطاط على موقع قاعدة بيانات كرة القدم.إي يو (الإنجليزية)
- مصعب البطاط على موقع ناشيونال فوتبول تيمز (الإنجليزية)
- مصعب البطاط على موقع Soccerway.com (الإنجليزية)